# Al Matthews (attore)
Alexander Basil Matthews (New York, 21 novembre 1942 – Orihuela, 23 settembre 2018) è stato un attore e cantante statunitense, meglio conosciuto nel ruolo del sergente Apone nel film Aliens - Scontro finale (1986).
Ha interpretato diversi ruoli cinematografici, tra cui anche un capo dei pompieri in Superman III (1983), il generale Tudor in Il quinto elemento (1997) e il sergente maggiore n. 3 ne Il domani non muore mai (1997).
Ha lavorato anche in televisione, teatro e radio, sia come attore (su BBC Radio 4) e come presentatore di BBC Radio 1 e Radio Capital.
Nel 1975 ha segnato il suo unico successo nella UK Singles Chart, Fool, che ha raggiunto il numero 16 nell'autunno dello stesso anno.
Matthews era un membro del Corpo dei Marines degli Stati Uniti, avendo servito durante la guerra del Vietnam.

## Filmografia
- Bad Loser - cortometraggio (1977)
- Yankees (1979)
- Grange Hill (1979-1980)
- Taglio di diamanti (1980)
- Conflitto finale (1981)
- Ragtime (1981)
- Nancy Astor - miniserie TV, 1 episodio (1982)
- Shelley - serie TV, 1 episodio (1982)
- Il messaggero della morte (1982)
- Funny Money (1982)
- I professionals - serie TV, 1 episodio (1983)
- Superman III (1983)
- Dossier confidenziale (1986)
- American Way - I folli dell'etere (1986)
- Aliens - Scontro finale (1986)
- Big Deal - serie TV, 1 episodio (1986)
- Screen Two - serie TV, 1 episodio (1987)
- London Embassy - miniserie TV, 1 episodio (1987)
- Out of Order (1987)
- Stormy Monday - Lunedì di tempesta (1988)
- American Roulette (1988)
- Saracen - serie TV, 1 episodio (1989)
- Desmond's - serie TV, 1 episodio (1994)
- Soul Survivors - film TV (1995)
- Ellington - serie TV, 1 episodio (1996)
- Operazione Apocalisse - film TV (1997)
- Il quinto elemento (1997)
- Il domani non muore mai (1997)
- Sipurim Kzarim Al Ahava - miniserie TV, 1 episodio (1998)
- The Price of Death (2018)

## Doppiatori italiani
- Glauco Onorato in Aliens - Scontro finale